# کاخ (فیلم ۲۰۱۱)
«کاخ» (انگلیسی: The Palace (2011 film)) یک فیلم است.